# Fait accompli
Fait accompli (IPA: /ˌfɛ.t‿a.kɔ̃.pli/ – deutsch: vollendete Tatsache) ist eine aus dem Französischen stammende Redewendung. Die im Deutschen verwendete Redewendung bezeichnet einen nicht mehr rückgängig zu machenden Sachverhalt, mit dem jemand vor vollendete Tatsachen gestellt wird.
In der Entscheidungstheorie wurde der „Fait-accompli-Effekt“ beschrieben: Dieser entsteht, wenn sich nach der Entscheidung über eine bestimmte Handlungsalternative bei der Umsetzung Schwierigkeiten ergeben, sodass eine andere, nicht gewählte Handlung im Nachhinein vorteilhafter erscheint. Zur Vermeidung kognitiver Dissonanzen werden Menschen jedoch weiterhin die bisherige Handlungsalternative weiter umsetzen, da ja laut ihrer Rationalisierung die Entscheidung bereits getroffen wurde und nicht mehr rückgängig zu machen ist.